# Johann Wolfgang von Goethe
Johann Wolfgang Goethe, od roku 1782 von Goethe (28. srpna 1749 Frankfurt nad Mohanem – 22. března 1832 Výmar, Sasko-výmarské vévodství), byl německý básník, prozaik, dramatik a politik, věnoval se také přírodním vědám a stavitelství.
Narodil se ve svobodném říšském městě Frankfurtu nad Mohanem jako syn velmi zámožné rodiny. Vystudoval práva v Lipsku a ve Štrasburku. Krátce působil jako koncipient na Říšském komorním soudu ve Wetzlaru.
V roce 1775 se usadil ve Výmaru, hlavním městě malého, ale kulturně důležitého Sasko-výmarského vévodství. Zde působil jako právník, byl dvorním radou a ministrem státní správy. V mládí se seznámil s Johannem Gottfriedem Herderem, jejich přátelství a Herderova filosofie ovlivnily jeho tvorbu. V raném období své literární činnosti byl čelným představitelem hnutí Sturm und Drang. Hodně cestoval, při návštěvě Itálie, zvláště Říma a tehdy samostatné Sicílie (Palermo), se seznámil s antikou, kterou pokládal za vrchol kultury. Také antické Řecko považoval za nedostižný vzor. Ve vyšším věku velmi často navštěvoval Čechy, resp. západočeská lázeňská místa, především Teplice a Karlovy Vary. Později si oblíbil Mariánské Lázně, kde se v roce 1821 seznámil se svou poslední láskou Ulrikou von Levetzow. Sbíral nerosty a minerály.
V roce 1799 přišel do Výmaru také jeho přítel, básník a dramatik Friedrich Schiller, podle jehož hry Loupežníci napsal Giuseppe Verdi stejnojmennou operu. Schiller a Goethe se navzájem ovlivňovali a již rok 1797 je považován za jejich „rok balad“. Oba se stali již během svého života slavnými básníky a dramatiky.
Jedním z jeho nejslavnějších děl je dvoudílné veršované drama Faust,které inspirovalo řadu hudebních skladatelů k vlastním dílům.
Goethe zemřel ve Výmaru v roce 1832 ve věku 82 let a byl tam také pohřben. Jako význačná dějinná osobnost je uznáván jak v Německu, tak po celém světě.

## Mládí a studium

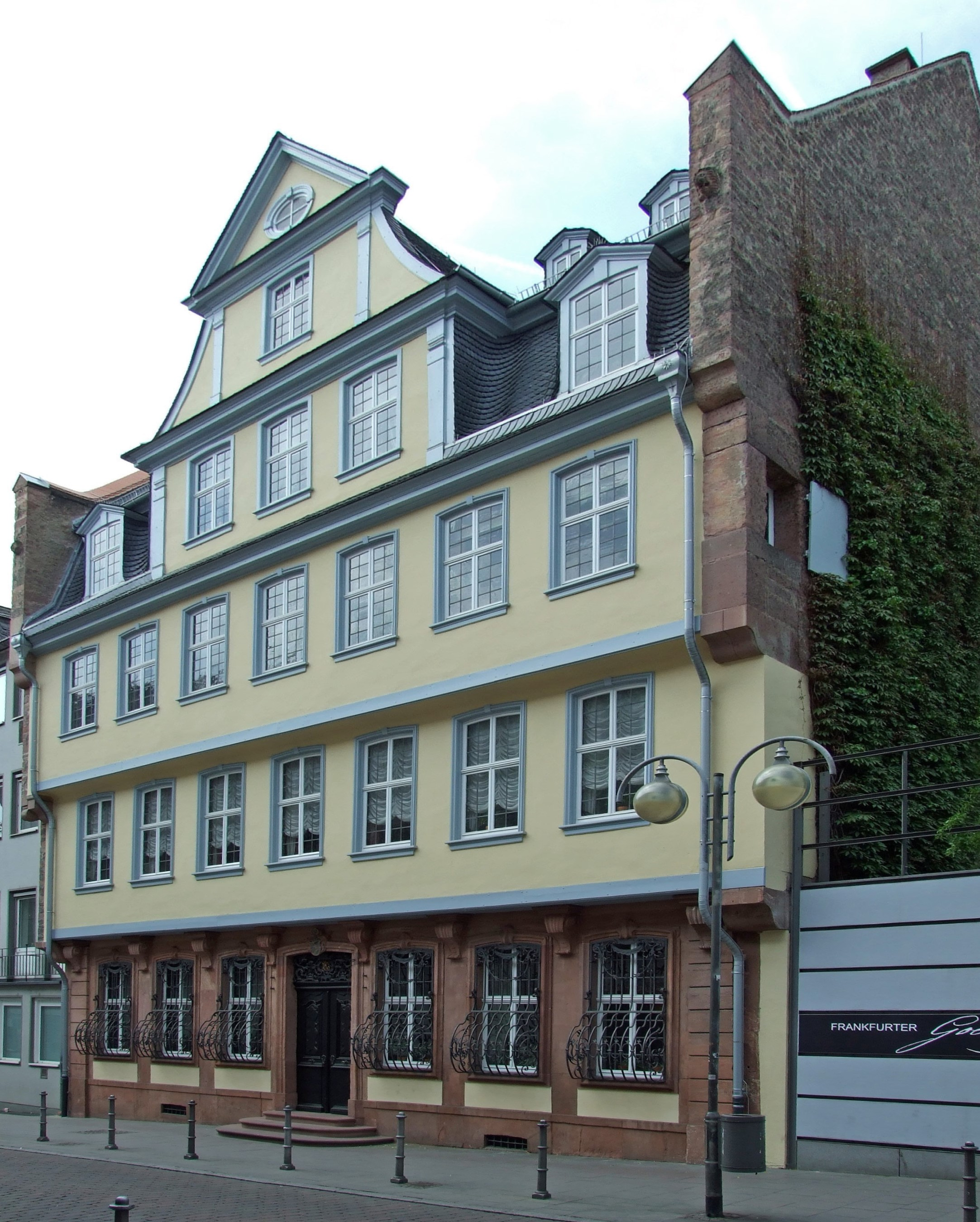
Rodný dům ve Frankfurtu nad Mohanem

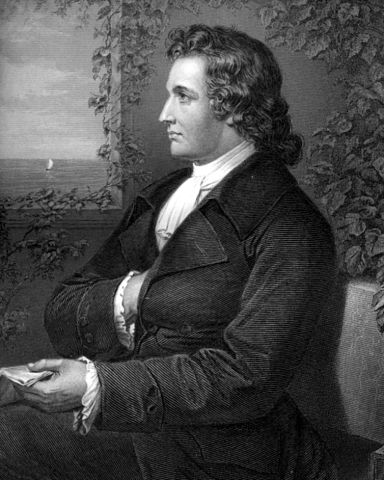
Johann Wolfgang von Goethe

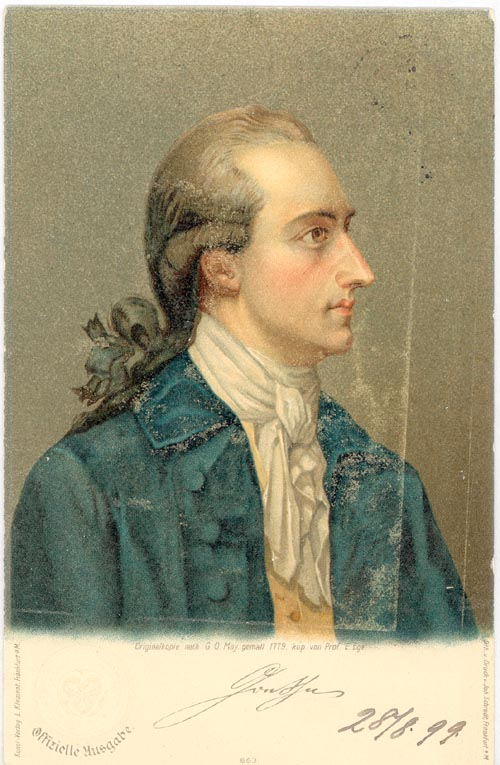
Johann Wolfgang von Goethe (1779)

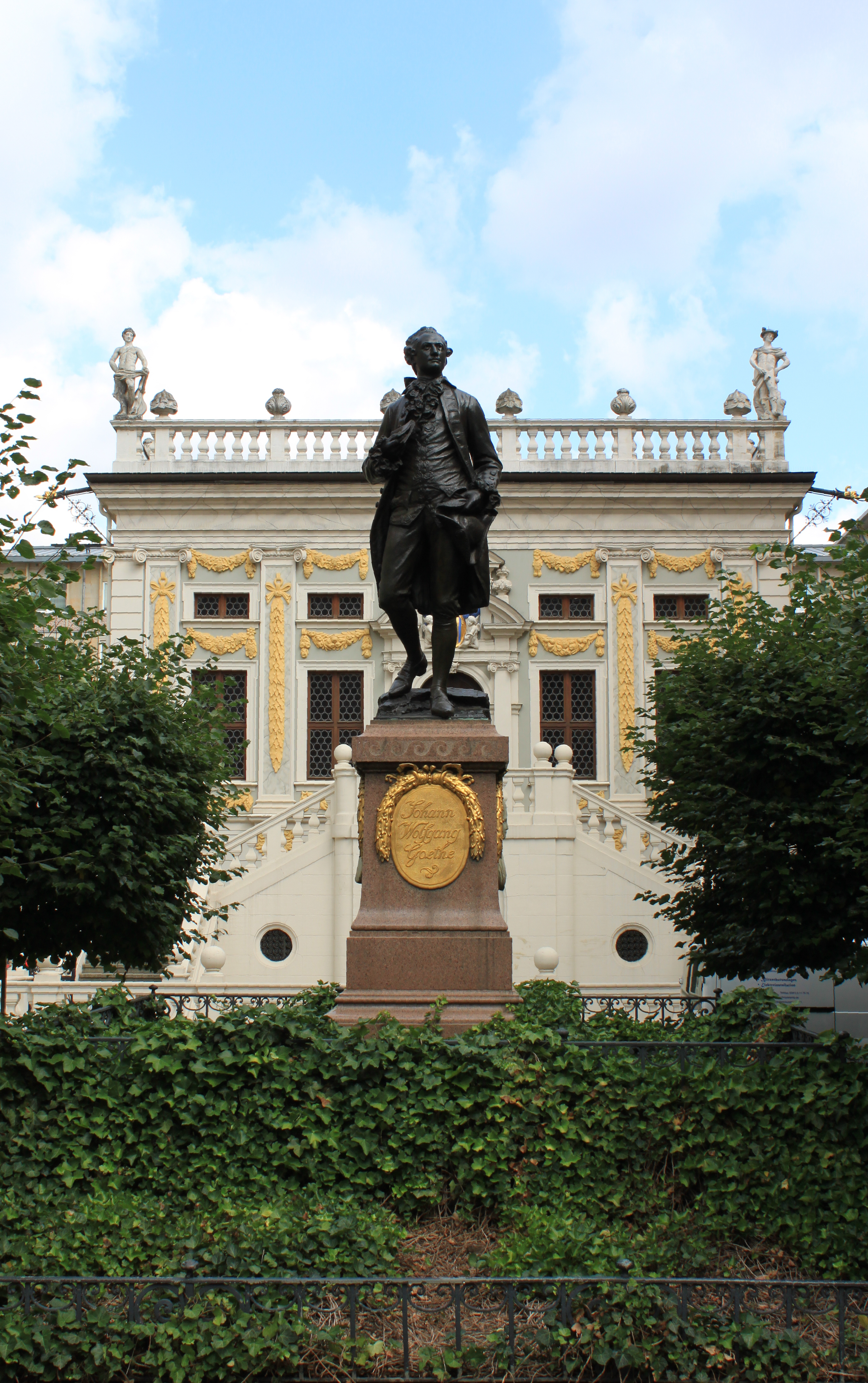
Goethův pomník před Starou burzou v Lipsku

### Mládí (1749–1765)
Johannův otec Johann Caspar Goethe (1710–1782) studoval práva také v Lipsku a pracoval u Říšského komorního soudu ve Wetzlaru. Podnikl cesty do Paříže a Říma. Dále své povolání již nevykonával. Rodina žila z výnosů majetku ve Frankfurtu nad Mohanem, v prostorném domě v ulici Großer Hirschgraben (Velký Jelení příkop). Goetheho otec se zde věnoval svým zálibám, mj. sbírce naturálií a obrazů. Johannova matka, Katharina Elisabeth Goethe (1731–1808), rozená Textor, byla dcerou frankfurtského starosty (Schultheiß). Provdala se v sedmnácti letech, její manžel byl o 21 let starší. V manželství se narodilo několik dětí. Dospělosti se dožila jen Goetheho oblíbená sestra Cornelia Friederica Christiana (1750–1777), později provdaná Schlosser, která zemřela 4 týdny po porodu své druhé dcery ve věku 26 let.
V roce 1758 onemocněl Johann Wolfgang Goethe neštovicemi, ale uzdravil se. Byl vyučován svým otcem a soukromým učitelem. Dostalo se mu také vzdělání v jízdě na koni a šermu. Od dětství se zajímal o literaturu, zejména o díla Friedricha Gottlieba Klopstocka a starořeckého básníka Homéra. V době tříleté okupace Frankfurtu francouzským vojskem se při divadelních představeních seznámil s dramaty a komediemi Moliéra a Racina. Ve čtrnácti letech se ucházel o členství v Arkádské společnosti Phylandria. Roku 1763 byl přítomen na klavírním koncertě Wolfganga Amadea Mozarta, kterému tehdy bylo 7 let.

### Studium
Dne 30. září 1765 opustil Frankfurt, aby v Lipsku započal studia práv.

#### Studium v Lipsku (1765–1768)
V letech 1765 až 1768 studoval Goethe v Lipsku. Chodil na přednášky poetiky Christiana Fürchtegotta Gellerta a účastnil se cvičení stylistiky. Také se účastnil malířského vyučování u Adama Friedricha Oesera, ředitele Lipské akademie. Zamiloval se do Kätchen Schönkopf a opěvoval tuto lásku ve veselých rozverných verších rokokové tradice (básnický cyklus Annette). Hostinec Auerbachs Keller a tamější pověst o Faustovi na něj udělaly takový dojem, že použil tento hostinec jako jediné konkrétní existující místo ve svém velkém dramatu Faust I.
Náhlé onemocnění prudkým krvácením (hematorea), které jej přivedlo na okraj smrti, si vynutilo přerušení studia a návrat do Frankfurtu (28. srpna 1768).

#### Frankfurt a studium ve Štrasburku (1768–1770)
Následovalo jedenapůlroční, několika zvraty přerušované období zotavování. V době rekonvalescence se o něj s láskou staraly matka a sestra. Jedna matčina přítelkyně, Susanne von Klettenberg, jej seznámila s pietistickými názory (což byl proud v protestantském hnutí).
V dubnu 1770 opustil Frankfurt, aby splnil otcovo přání a dokončil svá studia v alsaském Štrasburku.
V blízkosti Štrasburku, ve vesnici Sessenheim, poznal 18letou Friederiku Brion, dceru evangelického faráře. Jí věnoval několik básní, mezi nimi např. Willkommen und Abschied (Přivítání a loučení), Sesenheimer Lieder (psáno takto, správně však s dvěma s; česky „Sessenheimské písně“) a Heidenröslein (Šípková růžička). Nedokázal však s ní trvale zůstat, což si posléze vyčítal. Friederike se pak nikdy neprovdala.
Po ukončení studií se vrátil domů do Frankfurtu. Krátce pracoval jako advokát, pak byl na přání otce koncipientem u Říšského komorního soudu ve Wetzlaru. Tam se zamiloval do Charlotty Buff (1753, Wetzlar – 1828, Hannover), snoubenky svého kolegy Johanna Christiana Kestnera. Charlotte jej však přes vzájemnou náklonnost odmítla a Goethe uprchl z Wetzlaru zpět do Frankfurtu. Nenaplněná láska k Charlottě jej inspirovala k sepsání dopisového románu Utrpení mladého Werthera, který dokončil a vydal půldruhého roku poté (1774). Toto dílo jej rázem proslavilo a Goethe se tak stal výraznou osobností hnutí „Sturm und Drang“.

## Příchod do Výmaru

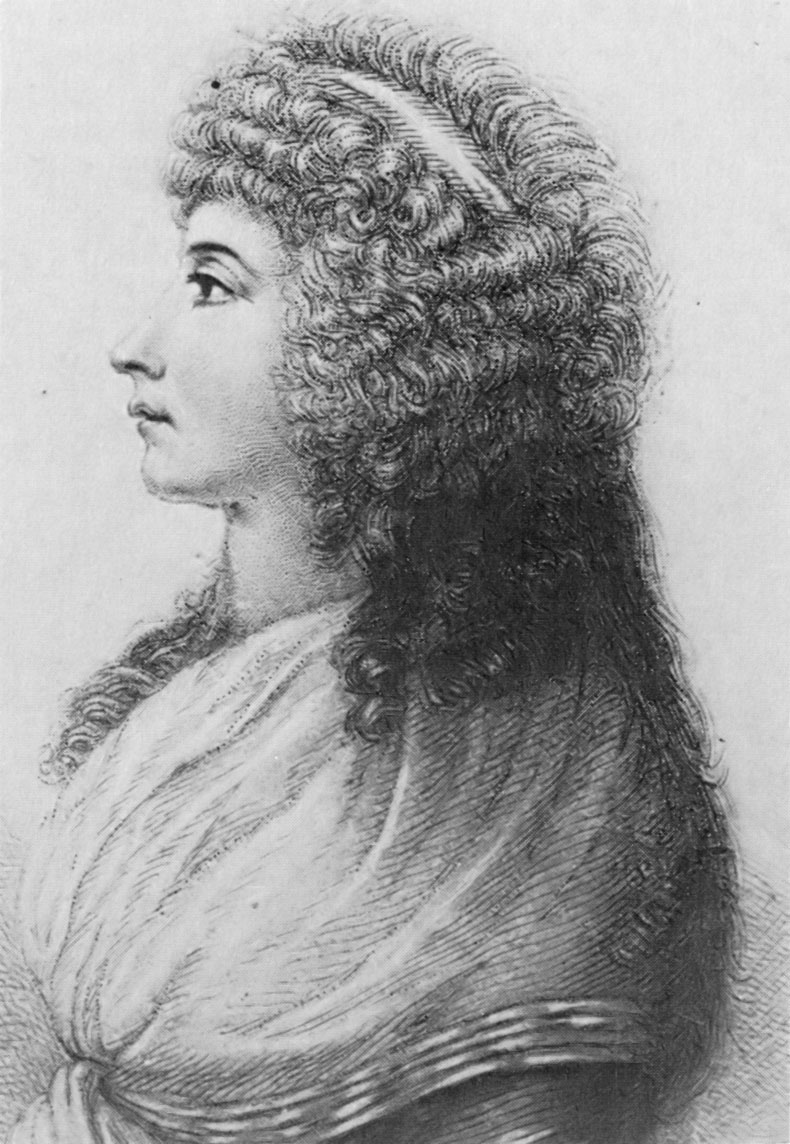
Charlotte von Stein, Goetheho přítelkyně ve Výmaru

V roce 1775 přišel Goethe na pozvání tehdy 18letého Sasko-výmarského vévody Karla Augusta (1757–1828) do Výmaru. Je pozoruhodné, že v tomto poměrně malém městě zůstal až do své smrti v roce 1832. Vévodství bylo ovšem díky vévodově matce Anně Amalii z Braunschweigu-Wolfenbüttelu, která byla po dobu 17 let jeho regentkou za nedospělého syna, známé jako středisko kultury a osvícené vlády. Goethe se stal věrným služebníkem malého státu a v roce 1782 byl na vévodovo přání císařem Josefem II. povýšen do šlechtického stavu.
V roce 1776 navázal Goethe přátelství s dvorní dámou Charlottou von Stein (1742, Eisenach – 1827, Výmar), o sedm let starší, oduševnělou vdanou ženou. Charlotte byla manželkou vévodského vrchního podkoního Josiase von Steina, kterému do té doby porodila již sedm dětí, ze kterých však přežily jen tři. Snažila se do té doby poněkud nevyrovnaného Goetheho usměrňovat a byla pro něj, který nebyl rozeným šlechticem, vzorem v otázkách chování u dvora. Jejich platonický vztah trval po dobu deseti let do roku 1786.

## Italská cesta
Vztahu s paní von Stein se Goethe nakonec pokusil uniknout. Pouhý jeden den před cestou do Karlových Varů, které poprvé navštívil spolu s vévodou Carlem Augustem již v roce 1785, sdělil svému zaměstnavateli, že si chce vzít dovolenou. Do svého plánu, podniknout dlouhou cestu do Itálie, však vévodu nezasvětil. Ten ovšem byl jako vždy ke Goethemu shovívavý a dokonce mu nadále posílal jeho plat. V Karlových Varech oslavil Goethe v okruhu známých své 37. narozeniny. Krátce poté, 3. září 1786, opustil ve tři hodiny ráno tajně již tehdy proslulé lázeňské město a vydal se přes Německo na cestu do vysněné Itálie, doprovázen jen svým sekretářem a důvěrníkem Philippem Seidelem.
Po krátkých pobytech v severoitalských městech Verona a Vicenza a také v Benátkách se Goethe dostal v listopadu 1786 do Říma, kde setrval zprvu do února 1787. Poté se vydal na čtyřměsíční cestu do Neapole a na ostrov Sicílii, kde navštívil Palermo. V červnu se vrátil do Říma, kde bydlel až do konce dubna 1788 u německého malíře Johanna Wilhelma Tischbeina. V onom domě na dnešní Via del Corso 18 se nachází muzeum Casa di Goethe. Na zpáteční cestě se zastavil v toskánských městech Siena a Florencie, dále pak v Parmě a v Miláně. Do Výmaru se vrátil 18. června 1788.
Cesta na Apeninský poloostrov a na Sicílii měla velký význam pro rozvoj Goetheho estetiky, životní filosofie i jeho osobní vývoj. V Římě se scházel s německy mluvícími umělci, kteří tam žili. Kromě Tischbeina, který vytvořil jeho portrét známý pod názvem Goethe in der Campagna, to byli mj. malířka Angelika Kauffmannová a Švýcar Johann Heinrich Meyer. Ten posléze přesídlil do Výmaru a stal se Goetheho uměleckým poradcem. V přátelském vztahu byl Goethe také se spisovatelem Karlem Philippem Moritzem, který ovlivnil jeho uměleckoteoretické názory. V rozhovorech s ním si vytříbil svůj „klasický“ pohled na umění.
Během jeden a tři čtvrtě roku trvající cesty se Goethe blíže seznámil se starořímskými uměleckými a stavebními památkami a díly italské renesance. Obojí obdivoval a pokládal za vrchol evropské kultury. Obzvláště uctíval malby Raffaela a stavby, které vytvořil renesanční architekt Andrea Palladio. Ve Vicenze byl nadšený tím, že Palladiovy stavby vzkřísily k novému životu antické formy.

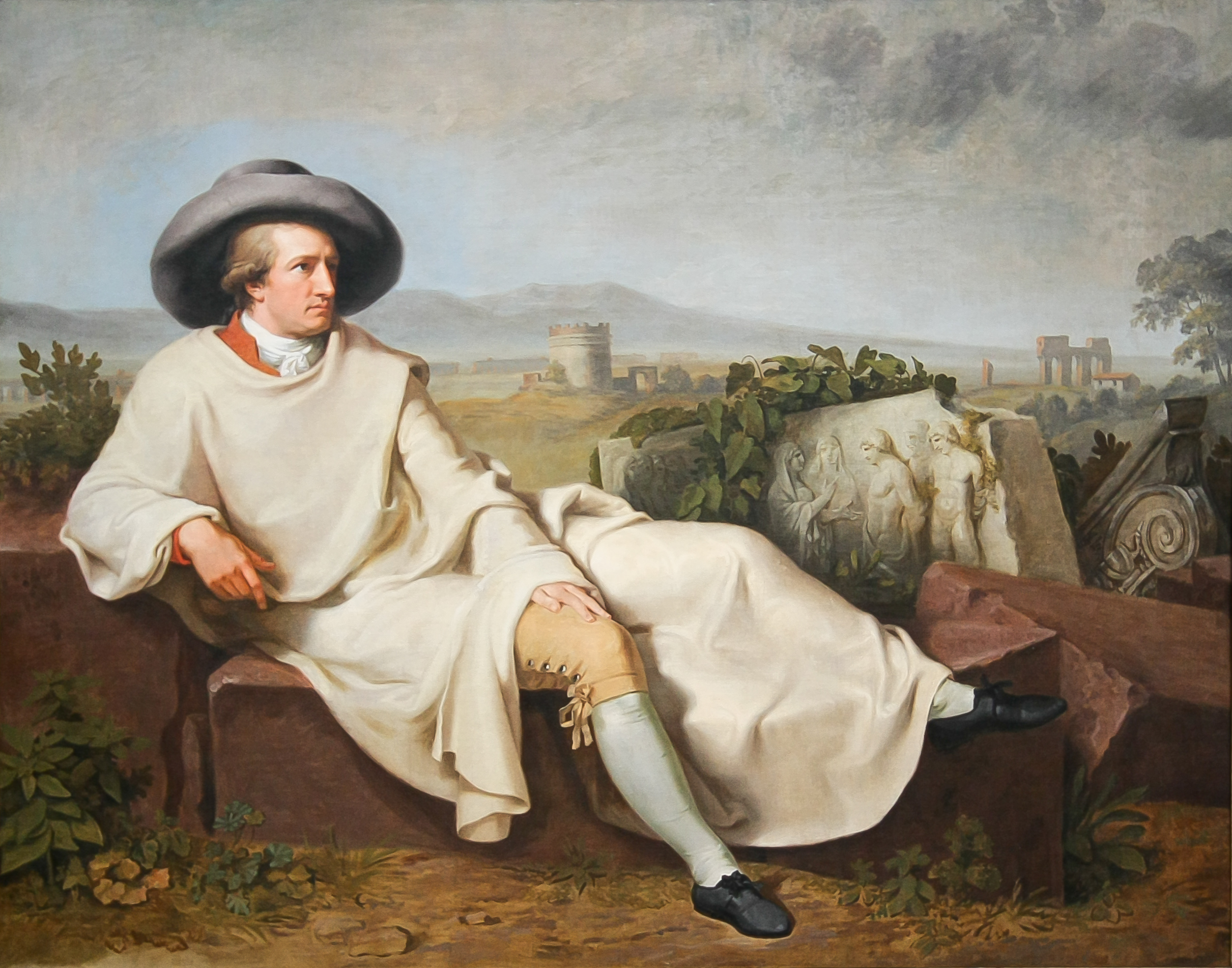
Goethe v římském okolí (Campagna). Olejomalba od Johanna Wilhelma Tischbeina.

Po celou dobu italského pobytu se básník vydával za malíře jménem Johann Philipp Möller (Italové psali toto jméno jako Miller); jeho kresby svědčily o talentu i v tomto oboru. Veden radami svých uměleckých přátel vytvořil za tu dobu velké množství kreseb; kolem 850 z nich se dochovalo. Přesto získal přesvědčení, že nebyl zrozen na to, aby se stal výtvarným umělcem, nýbrž básníkem a dramatikem. V Itálii se zabýval intenzívně dokončováním svých již započatých literárních prací. Přetvořil dílo Ifigenie na Tauridě z prózy na veršovanou formu, dokončil svého Egmonta (po 12 letech) a pracoval dále na svém významném díle Torquato Tasso. Zabýval se také svými botanickými studiemi. Teprve v letech 1816/1817 popsal své zážitky v díle Italská cesta (Italienische Reise).

## Goethe v Čechách
Goethe navštívil Čechy celkem sedmnáctkrát a nebyly to pouze lázeňské pobyty. Celkem v Čechách strávil 1 114 dní. Při porovnání s Itálií, kde strávil 683 dní, je zarážející, že v některých velkých monografiích o Goethově životě se slovo „Čechy“ neobjevuje vůbec, anebo jen mimochodem, jako například „Amerika“.

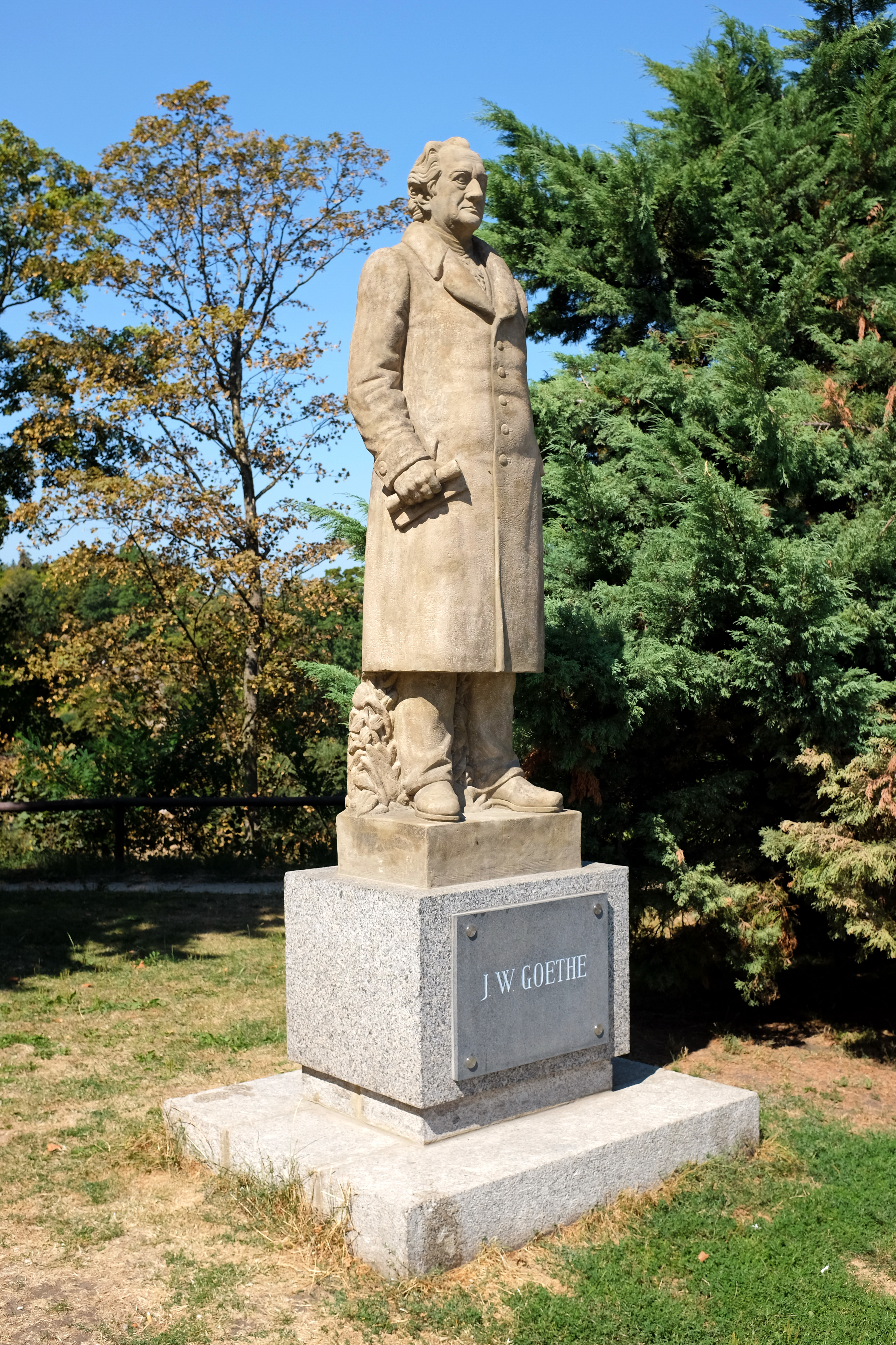
Socha Goetha v Lokti

Na svoji první cestu do Čech se netrpělivě chystal už od jara 1785, jak dokazují dopisy přátelům. Tehdy pětatřicetiletý Goethe si před cestou stěžoval na žaludeční potíže a záchvaty dny. Lázeňský pobyt v Karlových Varech trval 45 dní a uskutečnil se od 4. července do 17. srpna 1785. Ubytován byl u Bílého zajíce. Po návratu z lázní vnímal pobyt jako blahodárný a své přátele ubezpečoval, že do Karlových Varů znovu pojede v každém případě.
Rovněž jeho druhá cesta do Čech se uskutečnila do Karlových Varů. Trvala 39 dní, a to od 27. července do 3. září 1786. Tentokrát se ubytoval v domě „U tří rudých růží“, který se po přestavbě přejmenoval na Dům Mozart. Při této cestě byl Goethe pracovitější, např. pokračoval v psaní Fausta.
Krátce na tři dny navštívil Goethe v roce 1790 Krkonoše, další cesta do Čech jej v roce 1795 zavedla na 36 dní opět do Karlových Varů. Do města, které neviděl devět let, přijel přes Krajkovou a Svatavu. Ubytoval se u „Zeleného papouška“, později přejmenovaného na Dům Madrid.
Po delší odmlce navštívil Goethe Karlovy Vary a západní Čechy na 39 dní v roce 1806. V Karlových Varech se rozhodl pro pobyt U Tří mouřenínů.
Zde se Goethe ubytoval ještě v letech 1807, 1808, 1810, 1811, 1812, 1818, 1819 a 1820. V té době podnikl Goethe řadu výletů, např. na Chlum Svaté Maří, do Franiškových lázní, Chebu, Aše a zejména sbíral nerosty. Geologická a mineralogická studia poskytnou podklady článku „Příznivcům geognosie“. V roce 1806 se v Karlových Varech seznámil s Amalií von Levetzow, která tehdy vodila za ruku dvouletou dceru Ulriku. S ní se setkal opětovně v roce 1810 v Teplicích, tentokrát už se všemi jejími dcerami, šestiletou Ulrikou, čtyřletou Amalií a dvouletou Bertou.
V roce 1807 navštívil Karlovy Vary a okolí na dobu 105 dní a opětovně v roce 1808 na 122 dní, kdy se poprvé vydal na Komorní hůrku u Františkových Lázní, na kterou se ještě vydal i v dalších letech a celkem ji navštívil jedenáctkrát. Komorní hůrka se totiž stala předmětem sporu mezi neptunisty a plutonisty. Goethe se domníval, že jde o bývalou sopku a chtěl to dokázat průzkumnou štolou. Goethův nápad prorazit do kopce průzkumnou štolu dovedl do konce až po jeho smrti Kašpar Šternberk a naplnil tak jeho vůli.
V roce 1810 navštívil Karlovy Vary, Teplice a okolí na dobu 122 dní. Teplice, stejně jako Karlovy Vary, přitahovaly nejen politické, ale i duchovní osobnosti. Spolu s Goethem zde pobývali Friedrich August Wolf a Caspar David Friedrich. Na konci pobytu v Teplicích navštívil knížete Josefa z Lobkowitz na jeho zámku v Jezeří. Teplice však poskytovaly méně veřejné zábavy než Karlovy Vary, chyběla zde přirozená centra zábavy, a proto se Goethe věnoval hlavně cestám po okolí. Zavítal do Krupky, Trnovan, Oseku, Bíliny a Duchcova.
Kromě psaní básní se věnoval geologii a rovněž malování místní krajiny. Mezi jeho kresby s vysokou uměleckou hodnotou patří především kresby skalnatého vrchu Bořeň z roku 1810. Samotný kopec pak Goethe zlezl z nejrůznějších stran.
Kratší cestu uskutečnil Goethe v roce 1811, kdy navštívil Františkovy Lázně a Karlovy Vary na dobu 48 dní. Přes příznivé výsledky léčby ho však pobyt neuspokojil. Podnikl patnáct výletů, mimo jiné do oblíbeného Lokte, na Svatošské skály, do Ostrova, Horního Slavkova a Kyselky.
V roce 1812 navštívil Karlovy Vary, Teplice a okolí na dobu 136 dní. Pět dní po příjezdu do Teplic, 19. července 1812, došlo k jeho prvnímu setkání s Beethovenem.
Další pobyt Goetha v Teplicích a okolí na 107 dní se uskutečnil v roce 1813. Věnoval se především přírodovědným výletům, které podnikal se spisovatelem Johannem Stephanem Schützem, který později humorně líčil Goethovo proklepávání hornin a kochání se půvaby rozkvetlých luk.
Následující dva pobyty v Karlových Varech a okolí se uskutečnily v roce 1818 na 52 dní a roce 1819 na 32 dní.
Následovaly dva pobyty v Mariánských Lázních, Františkových Lázní a okolí a to v roce 1820 na 34 dní a roce 1821 na 49 dní, kde hodně pobýval ve společnosti Amalie von Levetzow a dvořil se její dceři Ulrice. Odejel však předčasně kvůli záplavám způsobeným katastrofální průtrží mračen 9. září, která znemožnila jakoukoliv léčbu.
Goethe podnikal výlety na Seeberg, do Hazlova, Libé a přijal pozvání od Josefa Aueršperka na zámek Hartenberg, kde oslavil své narozeniny.
Naposledy navštívil Goethe Čechy v roce 1823 na dobu 75 dní. Pobyt začal v Chebu a pokračoval v Mariánských Lázních a Karlových Varech. Do Mariánských Lázní dorazil už 2. července 1823 a netrpělivě očekával příjezd Amalie von Levetzow se svými dcerami Ulrikou, Amalií a Bertou. Devatenáctileté Ulrice, jeho veliké platonické lásce, se dvořil se zápalem mladého milence. Posílá ji květiny a sladkosti. Její matce poslal žádost o její ruku. Ta dne 17. srpna 1823 pokládala za vhodné, aby se spolu s dcerami přemístila do Karlových Varů. Za týden se do Karlových Varů přestěhoval i Goethe. Na 74. narozeniny Goetha se vydali všichni do Lokte. Na terase hostince U Bílého koně se dne 28. srpna 1823 uskutečnil na jeho počest slavnostní oběd. Goethova žádost o ruku Ulriky byla však zdvořile odmítnuta. Ve společnosti rodiny Levetzowých strávil Goethe ještě osm dní a tím se Goethovy české cesty uzavřely. Po smrti Goetha  se našel v zásuvce jeho stolu šálek s břečťanovým motivem, který dostal v Lokti jako dar k jeho narozeninám a pár dámských rukaviček s lístkem „Karlovy Vary 1823“.

## Výmarská klasika

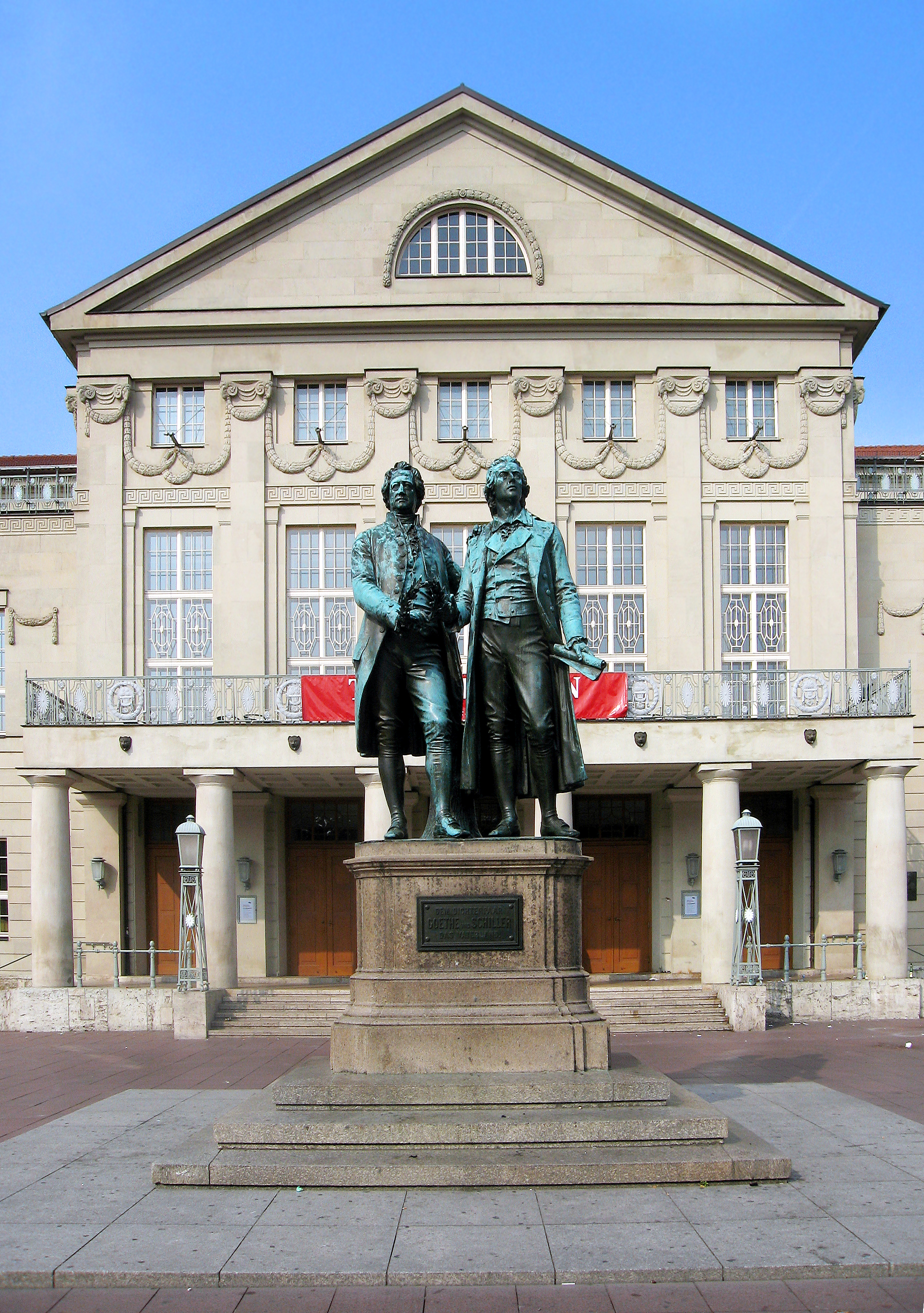
Pomník J.W. Goetheho a Friedricha Schillera ve Výmaru

Tvůrčí vztah dvou velikánů německé a světové literatury, Goetheho a básníka a gramatika Friedricha Schillera (původně byl Schiller lékař), se datuje od roku 1788, kdy se poprvé osobně setkali v durynském Rudolstadtu. Od roku 1789 žil Schiller v Jeně, nacházející se nepříliš daleko od Výmaru, a působil tam jako profesor dějin. Od roku 1795 se přátelská pouta mezi oběma klasickými literáty upevnila. V roce 1798 spolu publikovali několik balad v ročence Musen-Almanach für das Jahr 1798. V roce 1799 se Schiller přestěhoval do Výmaru, kde díky Goetheho přímluvě převzal místo profesora dějin na univerzitě.
V roce 1790 navštívil Goethe ještě jednou Itálii. Po roce 1793 pobýval převážně ve Výmaru, někdy také v Jeně. Často cestoval na oddechové a později léčebné pobyty do západočeských lázní. Navštěvoval Teplice, Karlovy Vary a nakonec také Mariánské Lázně. Poslední větší cestu podnikl do Švýcarska v roce 1797.

## Soukromý život
Teprve v roce 1806 Goethe legalizoval svůj vztah s Christiane Vulpius (1765–1816). Manželství trvalo až do její smrti. Již předtím se jim narodilo pět dětí, ale dospělosti se dožil jen prvorozený syn August (1789–1830).
V roce 1821 se Goethe v Mariánských Lázních seznámil se svou poslední láskou Ulrikou von Levetzow (1804–1899). Chtěl se s ní přes velký věkový rozdíl oženit, tomu však zabránila její matka. Ulrika se pak nikdy neprovdala. Jeho pobyty v Mariánských Lázních připomíná pomník, který se zachoval.

### Básně

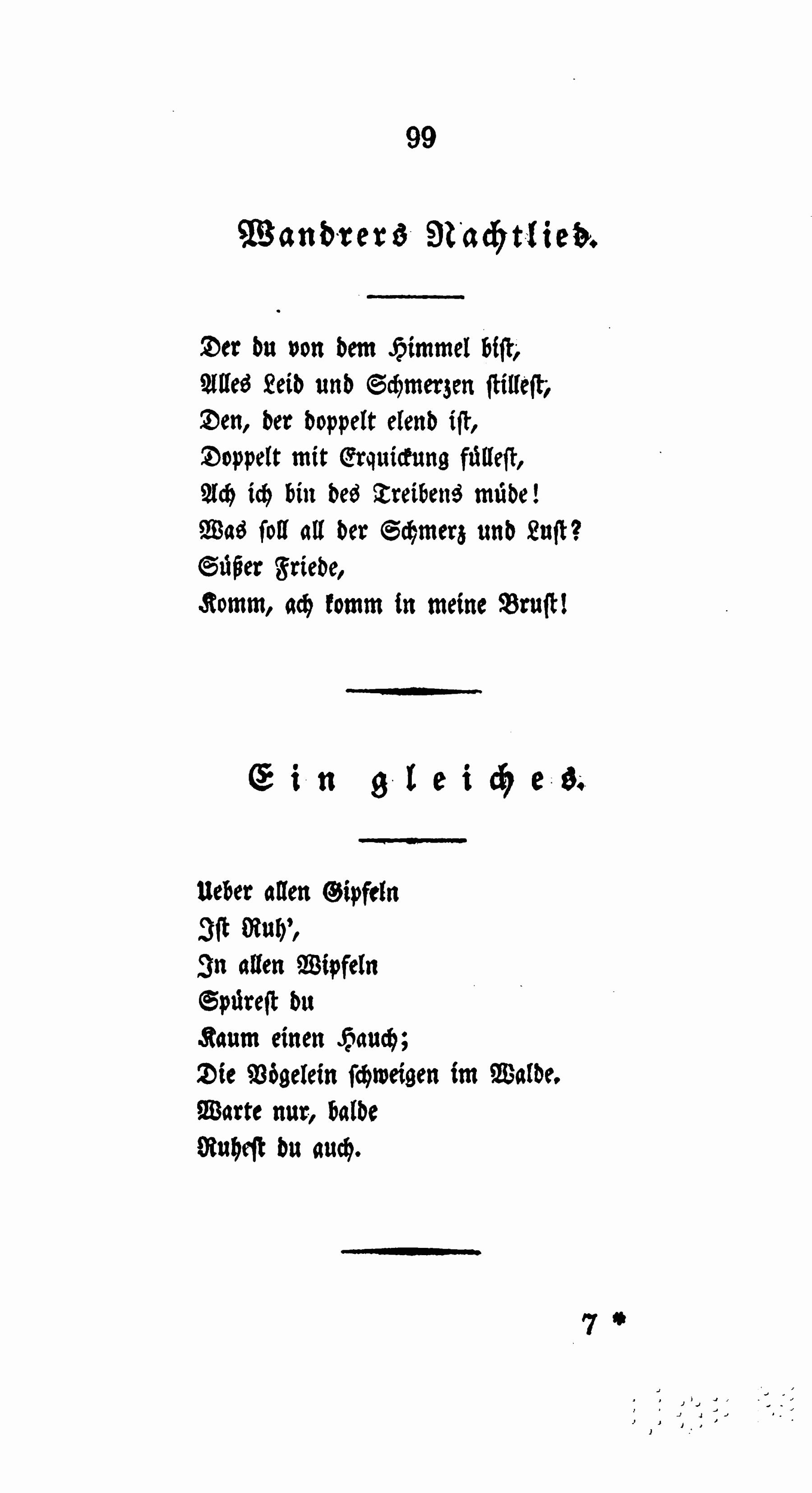
Poutníkovy noční písně ve vydání Goethových básní z toku 1827

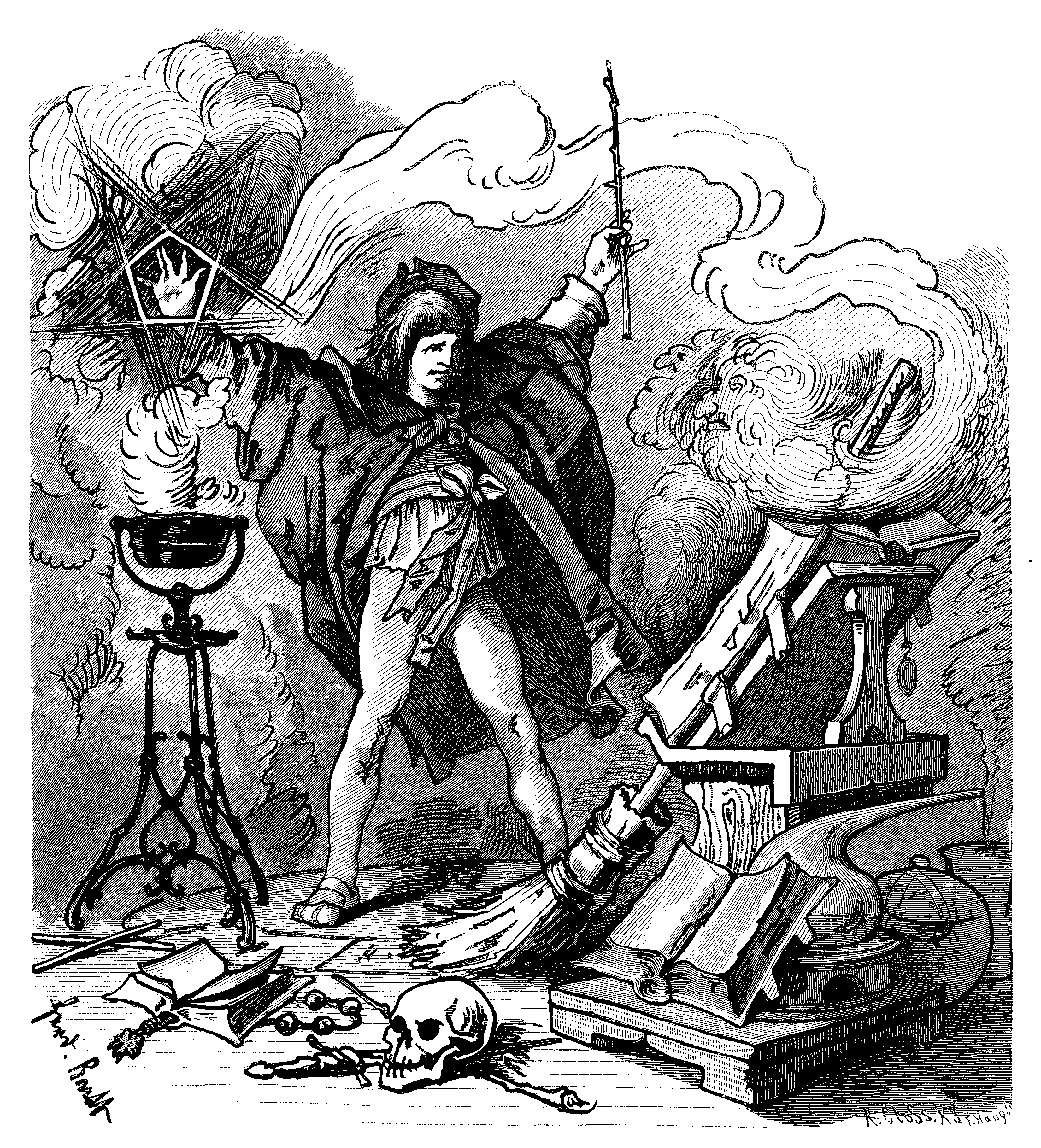
Ilustrace Ferdinanda Bartha k baladě Čarodějův učeň z roku 1882

### Cykly poezie a sbírky epigramů

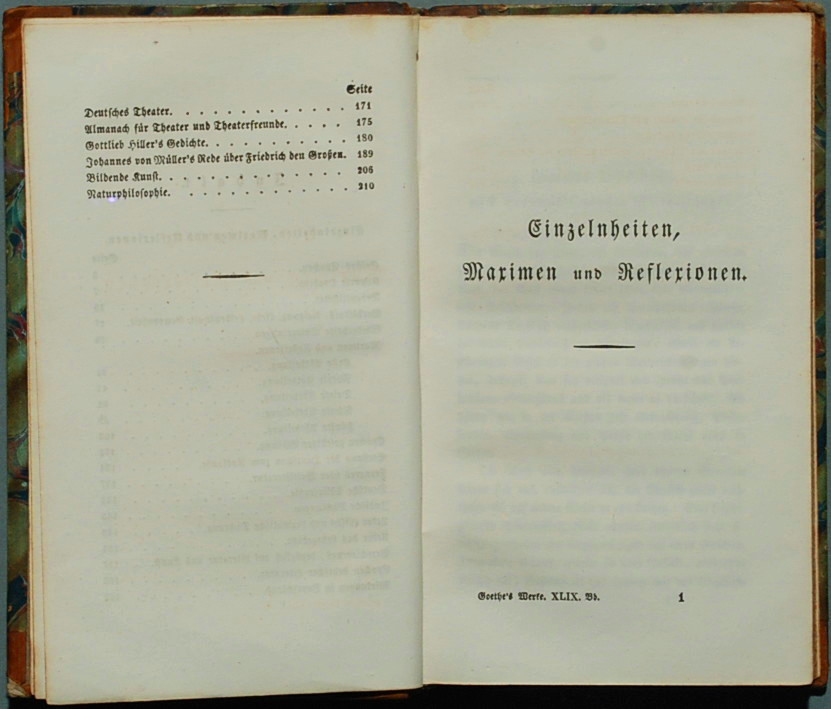
Maximy a reflexe, vydání z roku 1833

### Divadelní hry

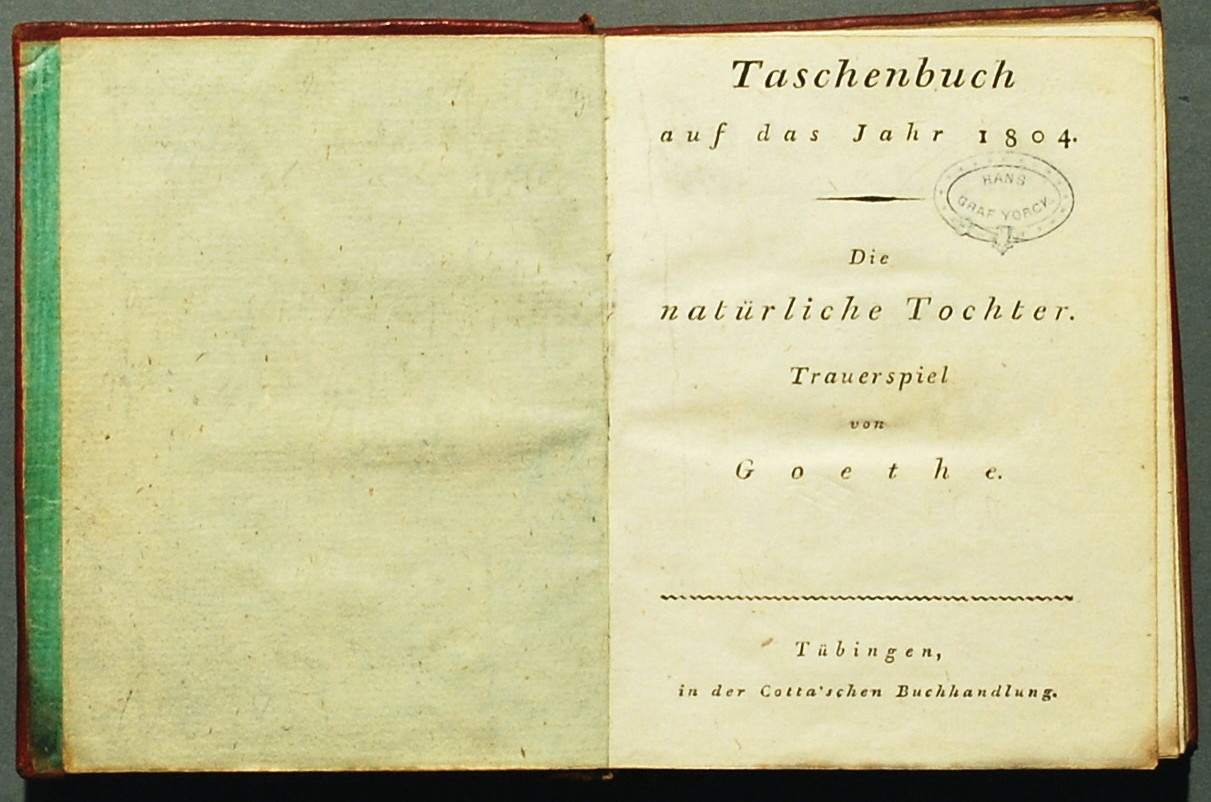
Nemanželská dcera, vydání z roku 1804.

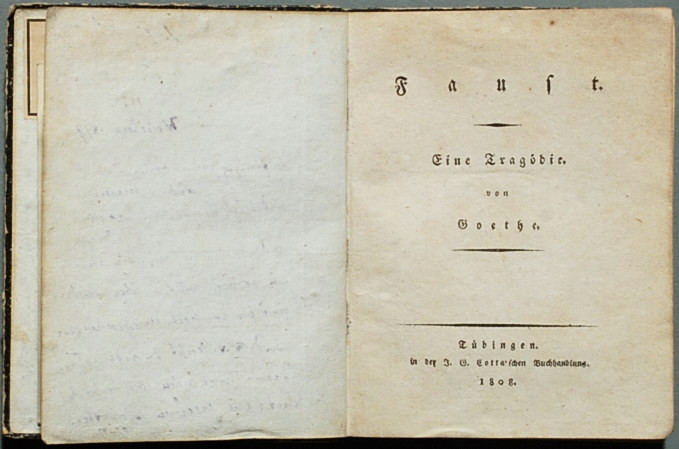
První vydání prvního dílu Fausta z roku 1808

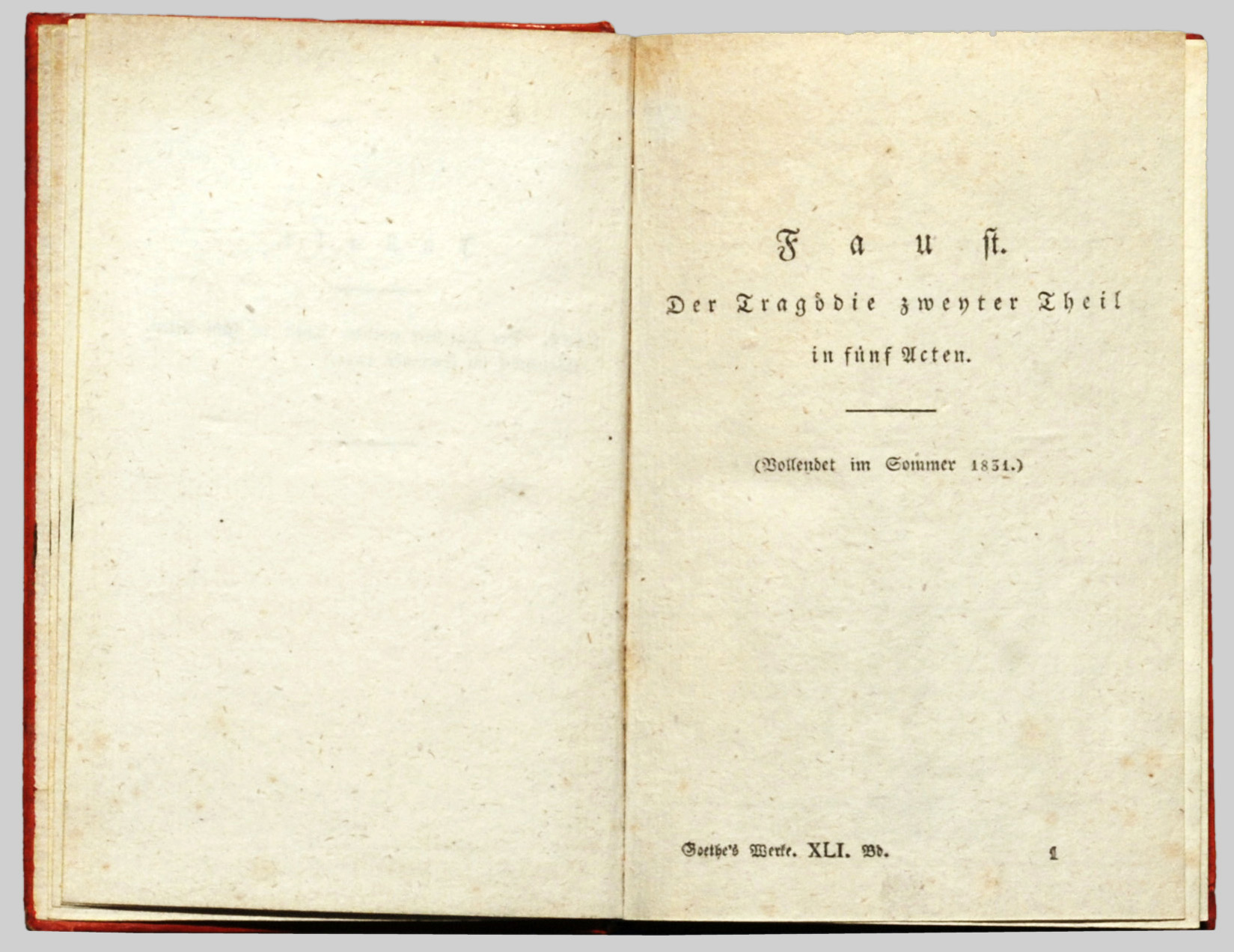
První vydání druhého dílu Fausta z roku 1832

### Romány a povídky

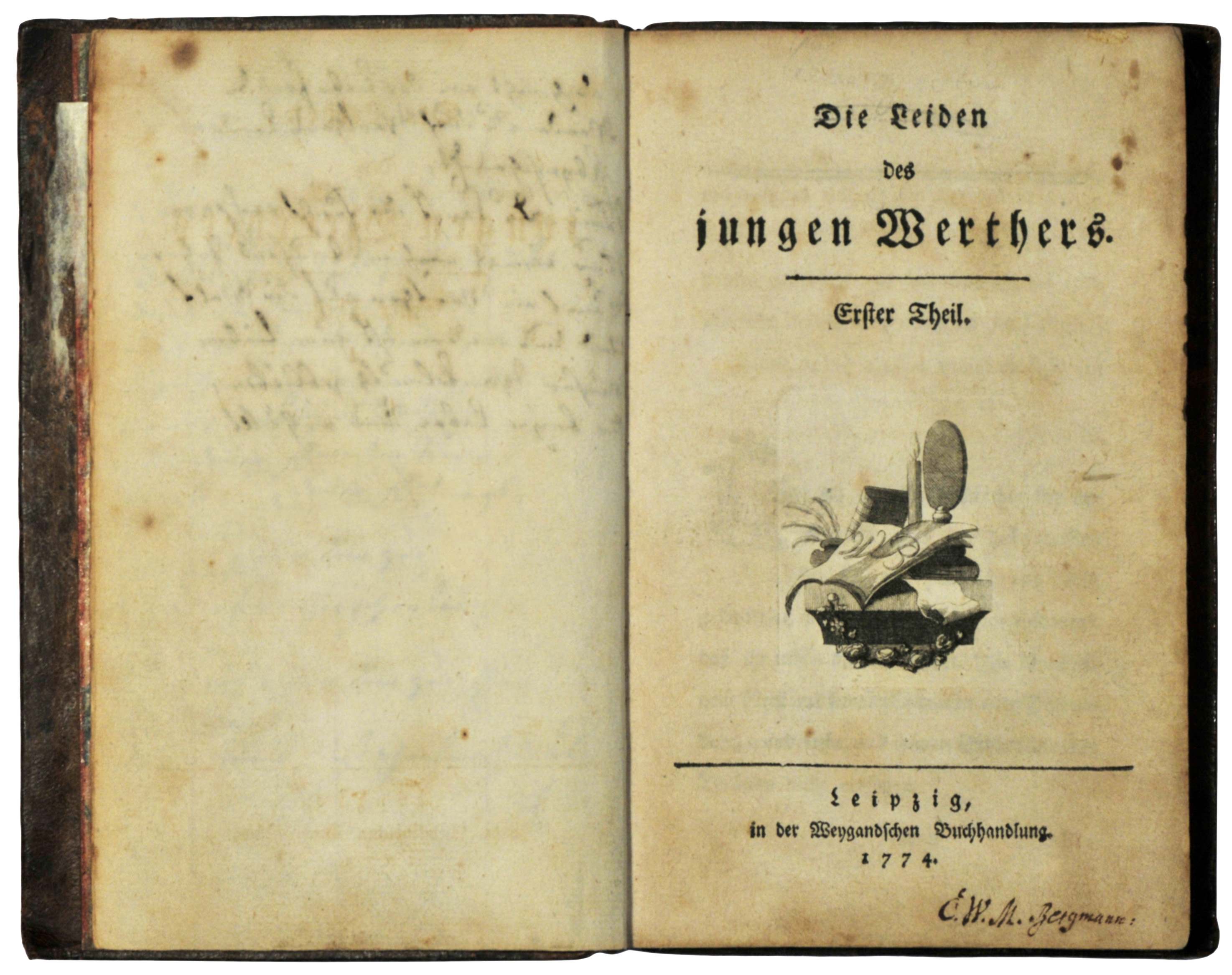
Utrpemí mladého Werthera, první vydání z roku 1774

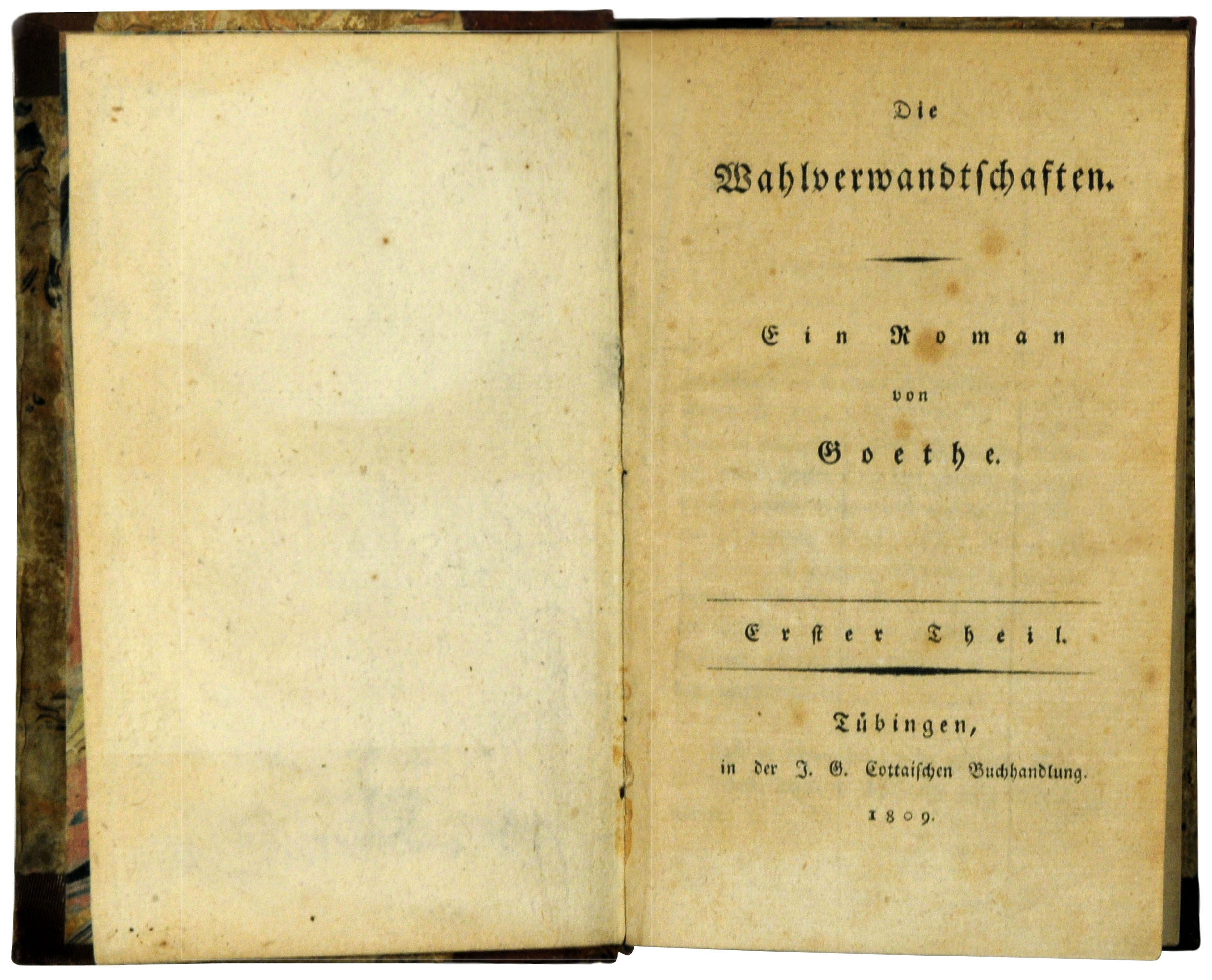
Spříznění volbou, první vydání z roku 1809

## Stáří
V posledních deseti letech života nepodnikal dlouhé cesty. Snažil se dokončit a uspořádat rozpracovaná díla, zejména druhý díl Fausta. Zemřel 22. března 1832 ve svém domě ve Výmaru ve věku 82 let.

## Přírodovědná a jiná odborná činnost

### Biologie a botanika
Jako biolog Goethe patřil ke směru německé Naturfilosofie. Zabýval se zejména osteologií a botanikou. Roku 1790 časopisecky vyšla jeho esej Versuch die Metamorphose der Pflanzen zu erklären (doslovně: „Pokus o vysvětlení proměny rostlin“), práce ze srovnávací morfologie. Dílo ovlivnilo morfologii rostlin v následujících 150 letech. „Goethe viděl za bohatostí forem v přírodě ideální archetyp (Urpflanze) a smysl morfologie viděl v hledání tohoto typu.“ Zabýval se laterálními orgány stonku od děložních listů, přes zelené listy po květní části (kalich, koruna, tyčinky, pestík) a došel k závěru, že jsou všechny metamorfózou jediného univerzálního listu. Studie byla vydána znovu po 27 letech v rámci řady Zur Morphologie pod názvem Die Metamorphose der Pflanzen („Proměna rostlin“).
V tomto díle Goethe mj. popisuje náduť peřenou (Bryophyllum pinnatum či Kalanchoe pinnata), rostlinu původem z Madagaskaru, které se dodnes přezdívá „Goetheho rostlina“, neboť si ji básník velmi oblíbil. Goethe byl prvním, kdo součásti květu interpretoval jako metamorfované listy. Dokonce měl primát i v tom, že 19 let před formulováním lamarckismu a 48 let před vznikem Darwinovy vývojové teorie ve svém díle interpretoval reálné rostliny jako metamorfózy prarostliny (Urpflanze).

### Geologie
Goethe se také intenzivně zabýval geologií a mineralogií; v tomto směru následoval ve šlépějích svého otce. Sbíral minerály, zejména poblíž Karlových Varů, popsal například karlovarská dvojčata, zajímal se i o další druhy specifických místních minerálů, jako je například odrůda vřídlovce hrachovec. Jeho jménem byl pojmenován minerál goethit. Goethova sbírka minerálů čítala v době jeho smrti 17 800 exponátů.

### Teorie barev
Goethe věnoval mnoho úsilí práci „Teorie barev“ (Zur Farbenlehre, Tübingen 1810), která měla popsat lidské vnímání barvy a polemizovat s Isaacem Newtonem. I když je oceňována přesnost Goethových pozorování, u jeho teorie barev se nepodařilo prokázat prediktivní platnost a není považována za vědeckou teorii, ale spíše za fenomenologii.

### Stavebnictví
Goethe působil též ve funkci silničního ředitele vévodství. Navrhoval a řídil technologii staveb a údržby některých silnic. Napsal „Traktát o návrhu a stavbě cest“. Jak svědčí jeho deníky, typu pozemních komunikací, jejich materiálu a způsobu zhotovení si všímal také při cestách včetně těch do lázní v západních Čechách.